# 6月13日
6月13日（ろくがつじゅうさんにち）は、グレゴリオ暦で年始から164日目（閏年では165日目）にあたり、年末まであと201日ある。

## できごと

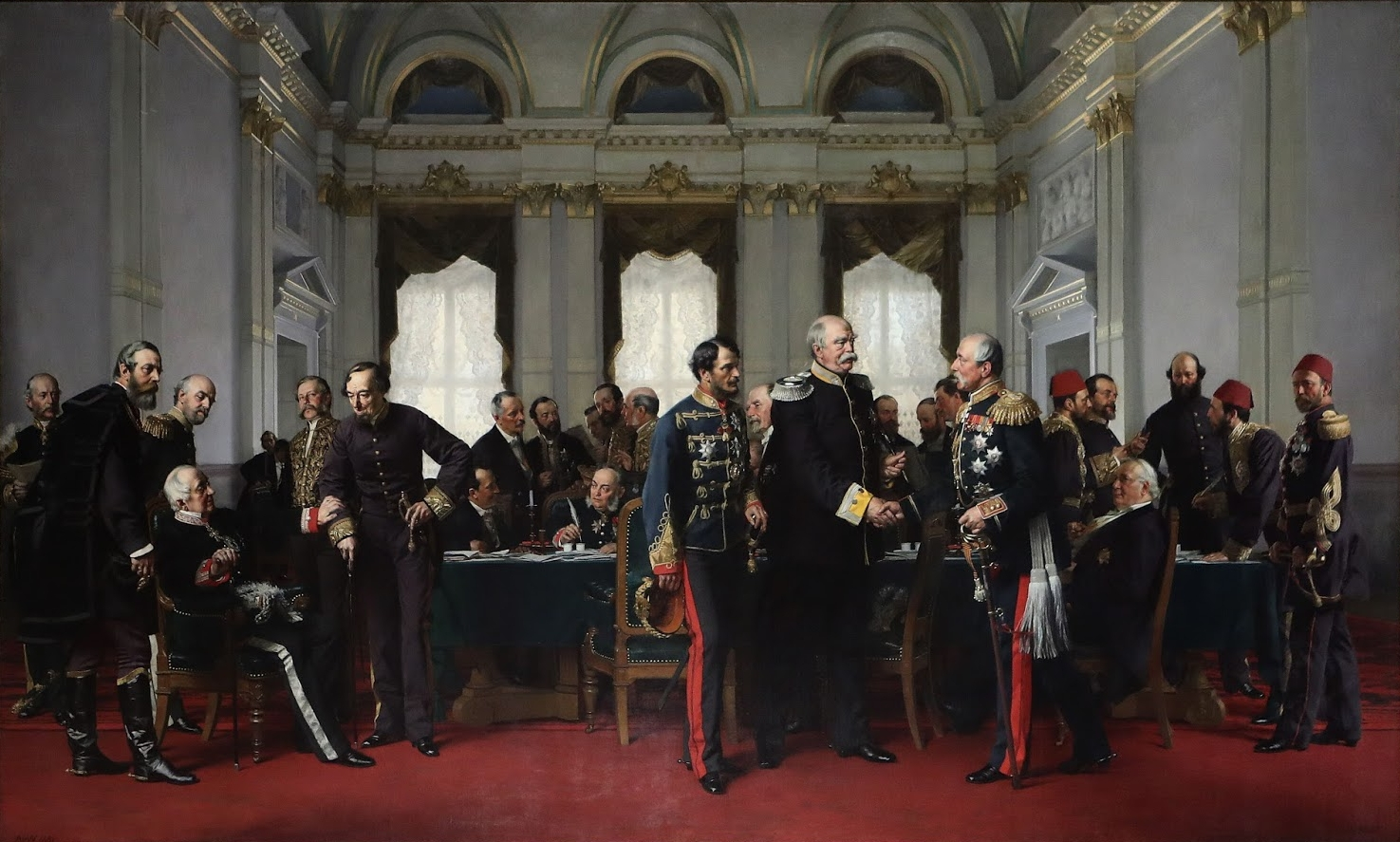
ベルリン会議開催(1878)

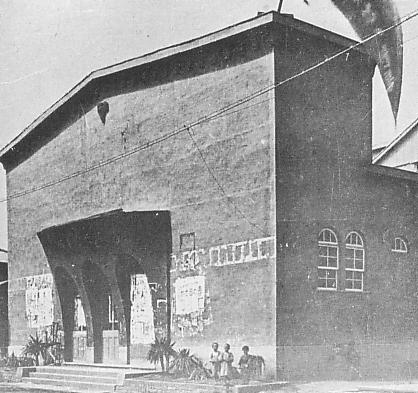
築地小劇場開場(1924)

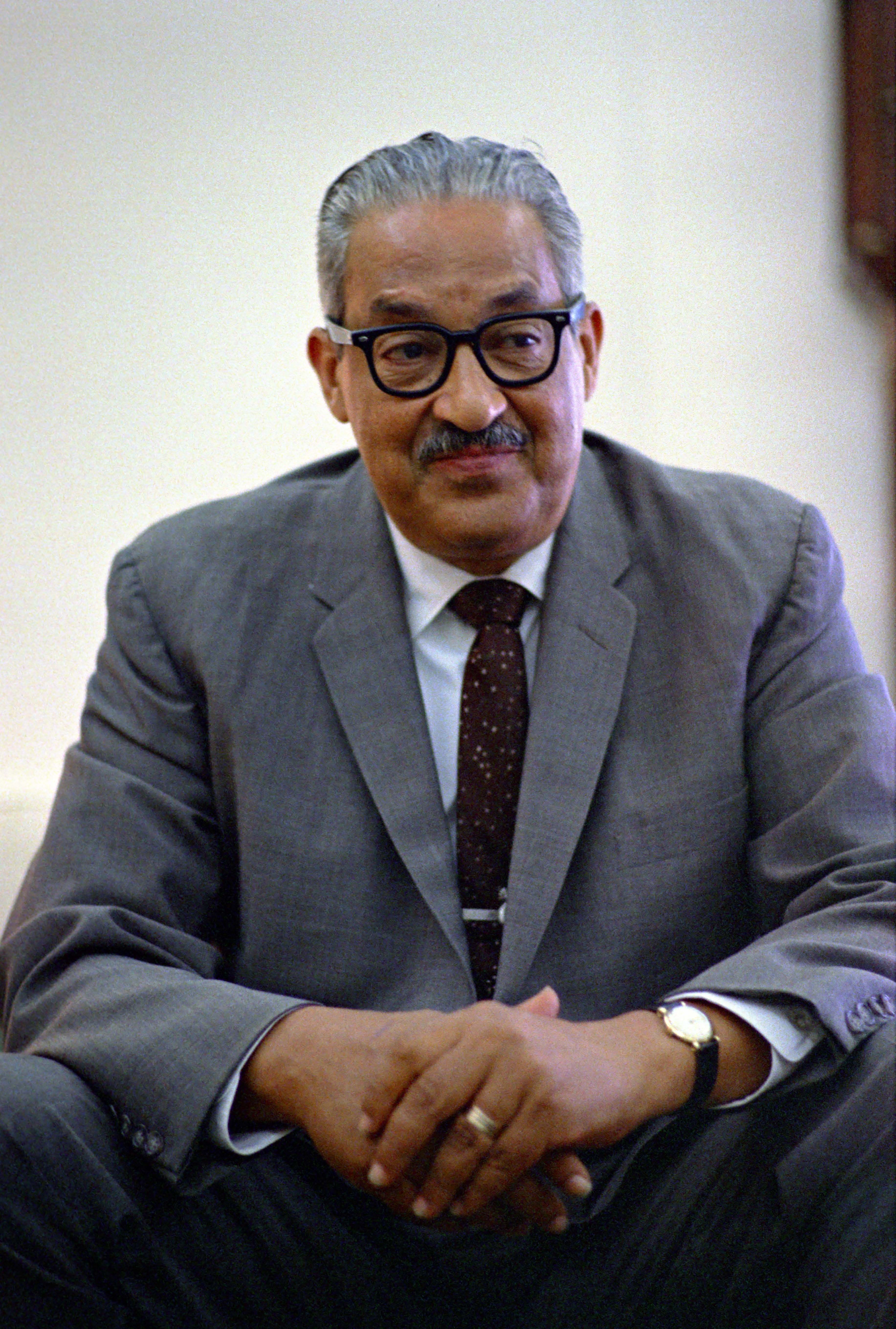
サーグッド・マーシャル、黒人初のアメリカ合衆国最高裁判所判事(1967)

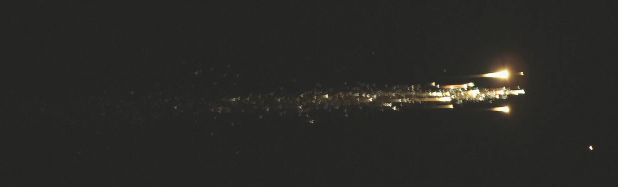
2013小惑星探査機はやぶさが地球に帰還(2010)

- 1373年 - イングランド（後にイギリスが継承）とポルトガルの間で英葡永久同盟が結ばれる。現在まで続く世界最古の同盟。
- 1525年 - マルティン・ルターが、ローマ・カトリック教会が聖職者や修道女に課した独身主義に反して元修道女のカタリナと結婚。
- 1587年（天正15年5月8日） - 九州征伐: 島津義久が豊臣秀吉に降伏。
- 1625年 - イングランドのチャールズ王太子（後のイングランド王チャールズ1世）がフランス王アンリ4世の娘ヘンリエッタ・マリア・オブ・フランスと結婚。
- 1774年 - ロードアイランドがイギリス北米植民地で初めて奴隷の輸入を禁止。
- 1858年 - 清とロシアが天津条約に調印。同月中に米英仏も調印。
- 1863年 - 南北戦争: 第二次ウィンチェスターの戦いが始まる。
- 1866年 - アメリカ合衆国憲法修正第14条が提案される。
- 1878年 - ベルリン会議開幕。
- 1886年 - シュタルンベルク湖で、前日に廃位させられたバイエルン王ルートヴィヒ2世の水死体が発見される。
- 1898年 - カナダでユーコン準州が発足する。
- 1913年 - 陸海軍省官制改正により、軍部大臣現役武官制を廃し、大臣・次官の任用資格を予備役まで拡大。
- 1916年 - 初の日本製戦闘機である会式七号小型飛行機が初飛行。
- 1917年 - 第一次世界大戦: ドイツ軍航空隊ゴータ G.IV爆撃機によるロンドン空襲で、小学生18名を含む162名が死亡し、432名が負傷した。
- 1924年 - ガストン・ドゥメルグがフランス第三共和政の第12代大統領に就任する。
- 1924年 - 土方与志・小山内薫らが築地小劇場を開く。
- 1931年 - ポール・ドゥメールがフランス第三共和政の第13代大統領に就任する。
- 1934年 - アドルフ・ヒトラーとベニート・ムッソリーニがベニスで初の会談を行う。
- 1935年 - ジェームス・J・ブラドックがボクシングヘビー級の世界王者になる。
- 1940年 - アメリカ海軍の戦艦「ノースカロライナ」が進水する。
- 1940年 - 第二次世界大戦: パリが非武装都市を宣言[1]（翌日、ドイツ軍が無血入城）。
- 1942年 - アメリカで、戦略事務局（アメリカ中央情報局〈CIA〉の前身）と戦争情報局が発足。
- 1944年 - 第二次世界大戦: ヴィレル・ボカージュの戦い。
- 1944年 - 第二次世界大戦: ナチス・ドイツがV1飛行爆弾によるイギリス攻撃を開始する。
- 1948年 - 太宰治が愛人山崎富栄と玉川上水へ入水。6月19日に遺体発見。
- 1952年 - カタリナ事件: スウェーデン軍のDC-3がソビエト連邦のMiG-15に撃墜される。
- 1953年 - 内灘闘争。石川県内灘村の米軍試射場の無期限使用に反対して村民と支援団体が坐り込み。
- 1953年 - コロンビアでクーデター。コロンビア陸軍のグスタボ・ロハス・ピニージャ将軍が軍事政権を樹立。
- 1955年 - ソ連のダイヤモンド鉱山ミール鉱山が、地質学者ユーリ・ハバルディンによって発見される。
- 1963年 - 「小さな親切」運動本部が発足する。
- 1966年 - アメリカ合衆国最高裁判所がミランダ対アリゾナ州事件の判決中で、後にミランダ警告と呼ばれる告知を逮捕時に行うことを警察に義務付ける。
- 1967年 - リンドン・B・ジョンソン大統領がサーグッド・マーシャルをアフリカ系黒人で初のアメリカ合衆国最高裁判所判事に任命。
- 1971年 - ベトナム戦争: ニューヨーク・タイムズがペンタゴン・ペーパーズを掲載。
- 1982年 - サウジアラビア国王ハーリドが死去し、弟のファハドが第5代国王として即位。
- 1983年 - 戸塚ヨットスクール事件で校長の戸塚宏が傷害致死容疑で逮捕。
- 1983年 - パイオニア10号が海王星の軌道を横断し、太陽系を脱出した初の人工物となる。
- 1987年 - 広島東洋カープの衣笠祥雄が2,131試合連続出場を記録。ルー・ゲーリッグの世界記録を更新。
- 1996年 - 福岡空港ガルーダ航空機離陸事故。
- 2000年 - 朝鮮半島の分断後55年で初の南北首脳会談。
- 2002年 - アメリカ合衆国が弾道弾迎撃ミサイル制限条約を脱退する。
- 2002年 - 議政府米軍装甲車女子中学生轢死事件。
- 2004年 - 日本経済新聞でプロ野球球団オリックス・ブルーウェーブと大阪近鉄バファローズの合併が報じられる。プロ野球再編問題の発端。
- 2004年 - ル・マン24時間レースで荒聖治らが駆る、チーム郷のアウディ・R8が優勝した。日本人ドライバーとしては、1995年の関谷正徳以来2人目のル・マン優勝となった。
- 2005年 - 少年に対する性的虐待疑惑で裁判にかけられていたマイケル・ジャクソンに全面無罪の判決が下る。
- 2010年 - 小惑星探査機「はやぶさ」が7年ぶりに地球に帰還[2]。
- 2022年 - MicrosoftのブラウザーであるInternet Explorerのサポート終了。
- 2025年 - イスラエル軍がイランを攻撃。イラン・イスラエル戦争勃発。

## 誕生日

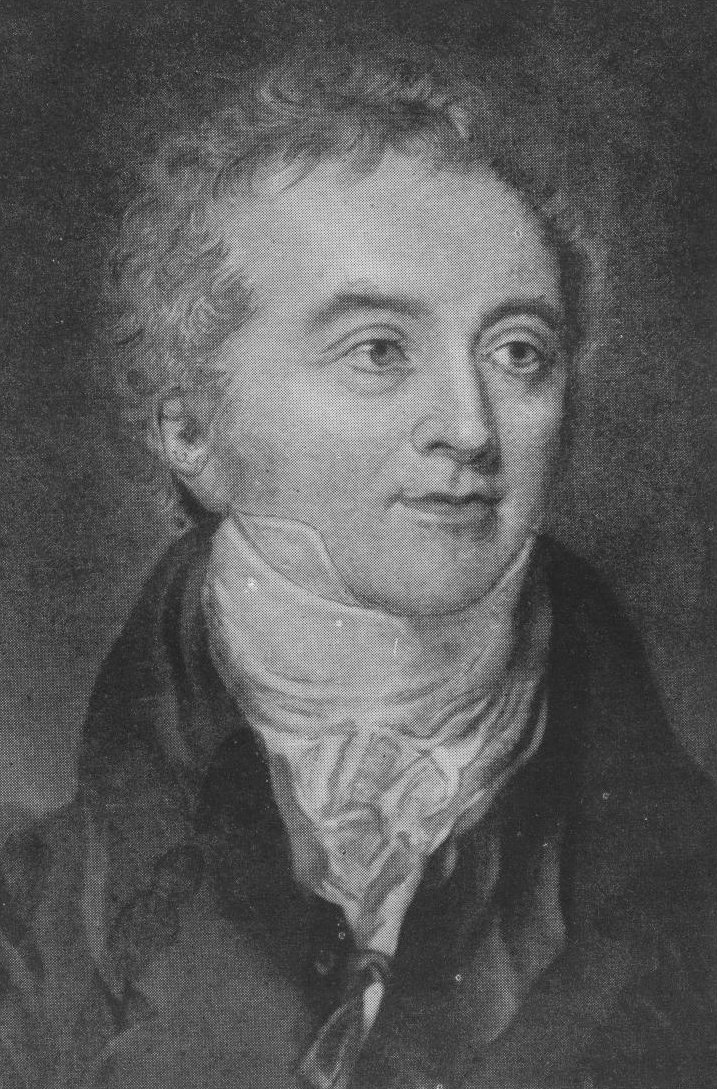
物理学者トマス・ヤング(1773-1829)誕生。エネルギーの概念を定義し、ヤング率などに名を残す。

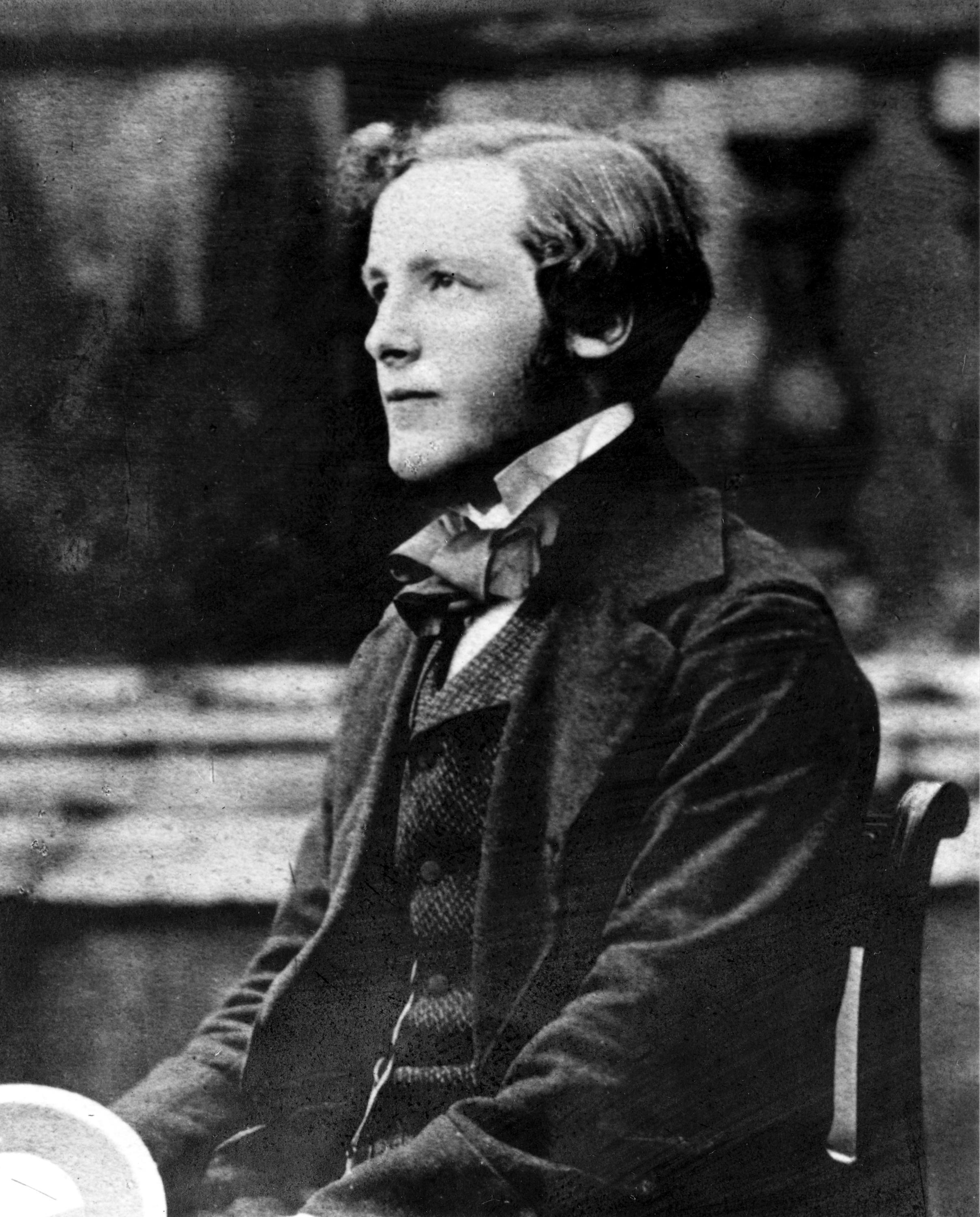
物理学者ジェームズ・クラーク・マクスウェル(1831-1879)誕生。古典電磁気学を確立した。

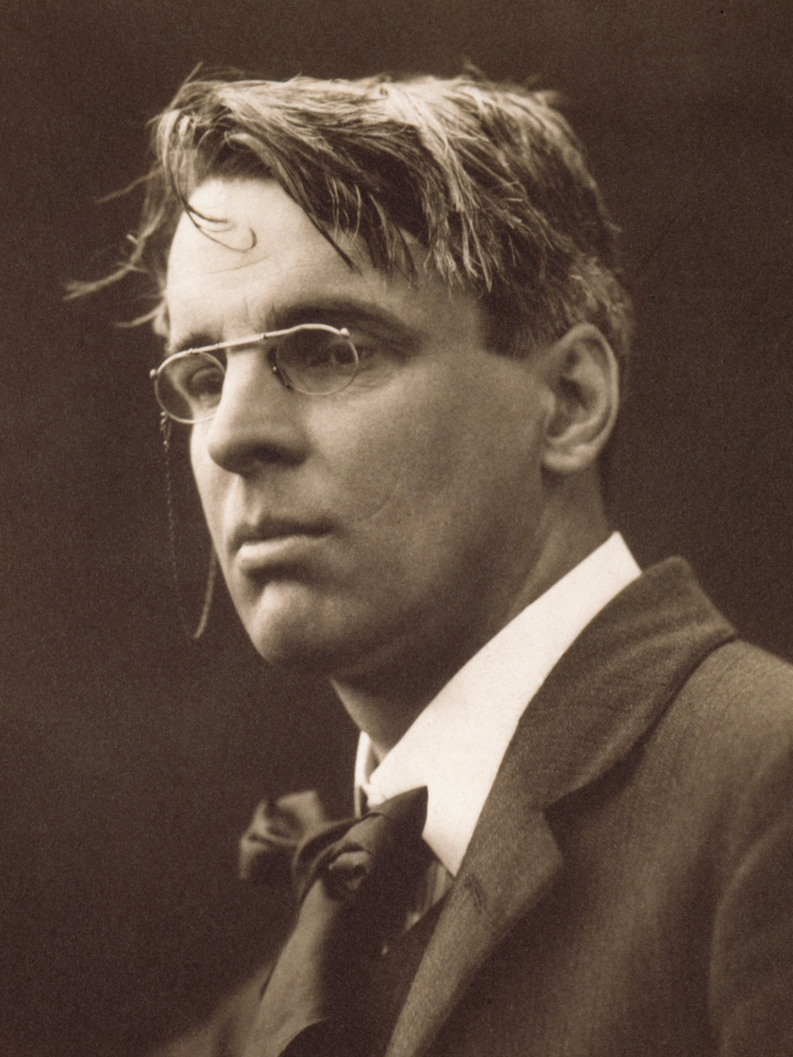
詩人ウィリアム・バトラー・イェイツ(1865-1939)誕生。

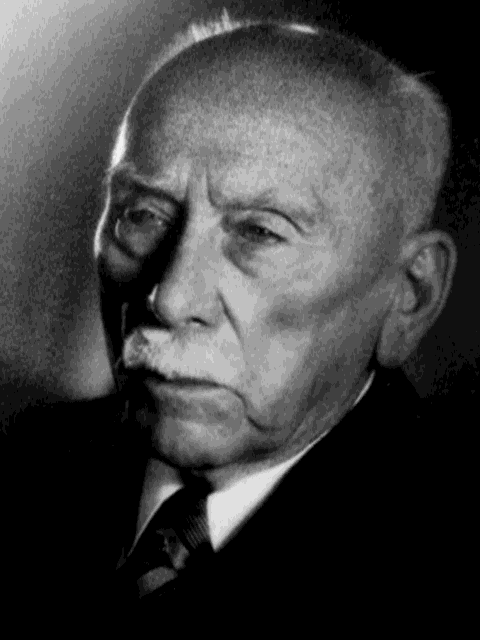
細菌学者ジュール・ボルデ(1870-1961)誕生。免疫を研究した。

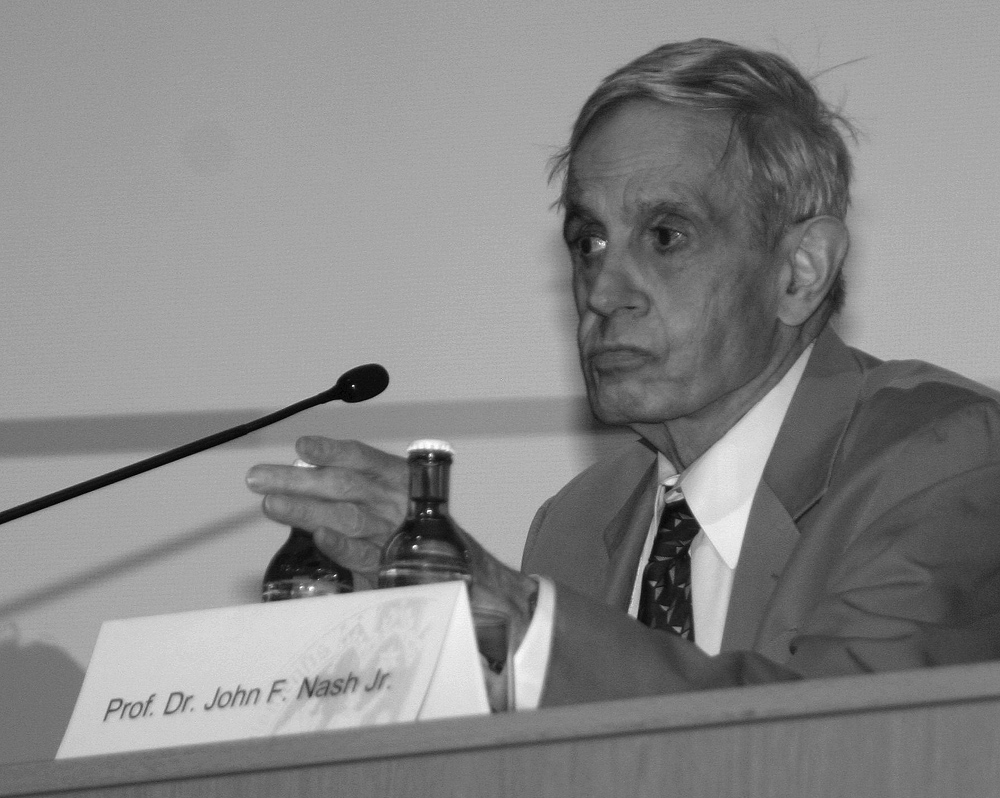
数学者ジョン・フォーブス・ナッシュ(1928-2015)誕生。ゲーム理論などを専門とする。

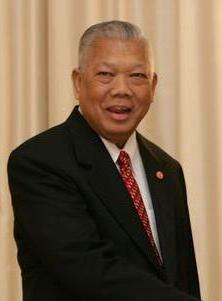
タイ王国第34代首相サマック・スントラウェート(1935-2009)誕生。

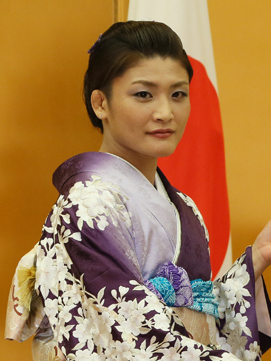
レスリング選手伊調馨(1984-)誕生。画像は、国民栄誉賞表彰式のもの。

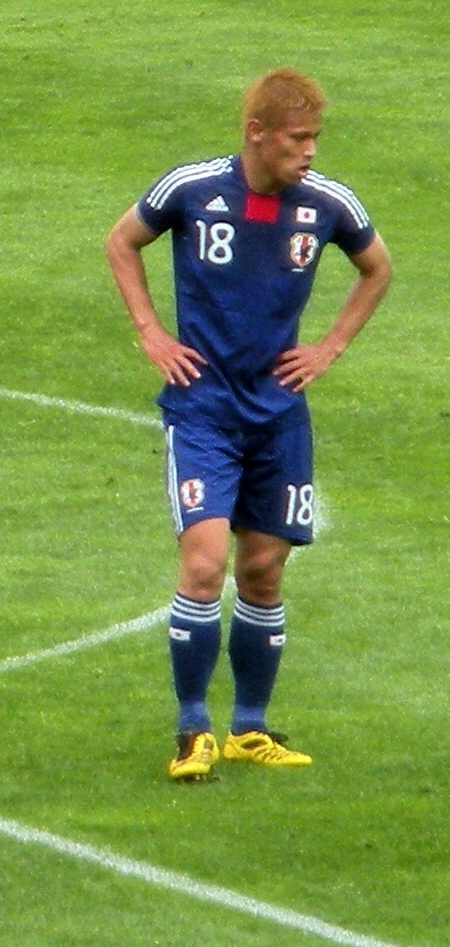
プロサッカー選手、本田圭佑(1986-)誕生。

| 私達は他人との口論からレトリックを作り出すが、自分自身との口論から詩を作り出す。――『Per Amica Silentia Lunae』(1918) |

### 人物
- 1718年（享保3年5月15日） - 秋月種美、第6代日向国高鍋藩主（+ 1787年）
- 1766年（明和3年5月7日） - 鍋島直温、第7代肥前国蓮池藩主（+ 1825年）
- 1773年 - トマス・ヤング、科学者、考古学者（+ 1829年）
- 1812年（文化9年5月5日） - 鈴木重胤、皇学者（+ 1863年）
- 1831年 - ジェームズ・クラーク・マクスウェル、物理学者（+ 1879年）
- 1851年 - ジム・マトリー、メジャーリーグ監督（+ 1938年）
- 1851年（嘉永4年5月14日） - 久留島通靖、第12代豊後国森藩主（+ 1879年）
- 1852年（嘉永5年4月26日） - 川村清雄、洋画家（+ 1934年）
- 1854年 - チャールズ・アルジャーノン・パーソンズ、技術者、工学者（+ 1931年）
- 1863年 - ルーシー・ダフ＝ゴードン、ファッションデザイナー（+ 1935年）
- 1865年 - ウィリアム・バトラー・イェイツ、詩人、劇作家（+ 1939年）
- 1865年 - カール・ブロスフェルト、写真家、植物学者（+ 1932年）
- 1870年 - ジュール・ボルデ、細菌学者（+ 1961年）
- 1890年 - 田村廿三郎、医師、実業家、イチジク製薬創業者、イチジク浣腸考案者（+ 1890年）
- 1893年 - ドロシー・L・セイヤーズ、作家（+ 1957年）
- 1894年 - レオ・カナー、児童精神科医（+ 1981年）
- 1897年 - パーヴォ・ヌルミ、中長距離走者（+ 1973年）
- 1899年 - カルロス・チャベス、作曲家（+ 1978年）
- 1900年 - 二村定一、歌手（+ 1948年）
- 1904年 - 鹿島宗二郎、諜報員、著述家、翻訳家（+ 1980年）
- 1908年 - 結城道子、歌手（+ 没年不詳）
- 1910年 - 清水兵治、実業家（+ 1999年）
- 1915年 - 和歌森太郎、歴史学者、民俗学者、東京教育大学名誉教授（+ 1977年）
- 1916年 - 大橋進、裁判官、弁護士（+ 2003年）
- 1917年 - アウグスト・ロア＝バストス、小説家（+ 2005年）
- 1920年 - 梅棹忠夫、生態学者、民族学者（+ 2010年）
- 1920年 - 岡田英次、俳優（+ 1995年）
- 1923年 - 船田譲、政治家（+ 1985年）
- 1924年 - 三田隆、俳優（+ 1961年）
- 1928年 - ジョン・フォーブス・ナッシュ、数学者（+ 2015年）
- 1934年 - 川名登、経済史学者、河川水運史研究者、千葉経済大学名誉教授（+ 2011年）
- 1935年 - フリスト・ヴラディミロフ・ヤヴァシェフ、美術家（+ 2020年）
- 1935年 - サマック・スントラウェート、政治家、第34代タイ首相（+ 2009年）
- 1936年 - 岡部征純、俳優
- 1936年 - 井上美代、政治家（+ 2022年）
- 1936年 - 大工勝、元プロ野球選手
- 1937年 - ラジ・レディ、工学者
- 1938年 - 中本富士雄、元プロ野球選手
- 1941年 - 三夏紳、俳優、歌手
- 1941年 - 桂菊丸、タレント
- 1941年 - 松村明仁、医師、元厚生省官僚
- 1944年 - 潘基文、政治家、第8代国連事務総長
- 1947年 - 木樽正明、元プロ野球選手
- 1947年 - ジョセフ・ジャニアック、タクシードライバー、調教師、馬主
- 1947年 - 佐藤竹秀、元プロ野球選手（+ 2001年）
- 1949年 - 榊原良行、元プロ野球選手（+ 2023年）
- 1950年 - 石川清、政治家
- 1951年 - 林俊典、元プロ野球選手
- 1951年 - ステラン・スカルスガルド、俳優
- 1952年 - 月光恵亮、音楽プロデューサー
- 1952年 - 市場博己、元プロ野球選手
- 1953年 - ティム・アレン、俳優
- 1954年 - 山田栄子、声優
- 1954年 - 清水有生、脚本家
- 1956年 - 里見桂、漫画家
- 1956年 - 水岡俊一、政治家
- 1956年 - 吉川祐二、元警察官、防犯コンサルタント
- 1957年 - リナト・ダサエフ、元サッカー選手
- 1958年 - DON、タレント
- 1958年 - 岸野靖之、元サッカー選手、指導者
- 1959年 - 六月十三、アニメ・ゲーム原作者、脚本家
- 1960年 - 山田邦子、タレント
- 1961年 - 宮脇康之、俳優
- 1961年 - 辻丸耕平、AV男優
- 1962年 - 原田浩、アニメ監督、演出家、アニメーター
- 1962年 - シジマール・アントニオ・マルチンス、元サッカー選手、指導者
- 1963年 - 大江光、作曲家
- 1964年 - 水島かおり、女優
- 1964年 - 石桃子、声優
- 1965年 - 宍戸美和公、女優
- 1965年 - 安藤尋、映画監督
- 1965年 - 今中麻貴、フリーアナウンサー
- 1965年 - 岡本透、元プロ野球選手
- 1966年 - アルベルト城間、歌手（ディアマンテス）
- 1966年 - 藤原芳秀、漫画家
- 1966年 - 服部尚貴、レーシングドライバー
- 1966年 - グリゴリー・ペレルマン、数学者
- 1966年 - スコット・クールボー、元プロ野球選手
- 1967年 - 河西啓介、雑誌編集者
- 1968年 - 森口博子、歌手、タレント
- 1968年 - 河合美智子、女優
- 1970年 - 鈴木若葉、柔道家
- 1970年 - リヴァース・クオモ、ミュージシャン（ウィーザー）
- 1971年 - 柘植恵水、NHKアナウンサー
- 1971年 - ジェイソン・トンプソン、元プロ野球選手
- 1972年 - 石本美穂、漫画家
- 1972年 - 牧謙次郎、シンガーソングライター
- 1972年 - 川本ゆかり、新体操選手
- 1972年 - ダレル・メイ、元プロ野球選手
- 1974年 - 櫻井孝宏[3]、声優
- 1974年 - ブライアン・スウィーニー、元プロ野球選手
- 1975年 - 乾貴美子、タレント
- 1975年 - 瀬川信二、ミュージシャン
- 1975年 - 面出哲志、元プロ野球選手
- 1975年 - 玉木朋孝、元プロ野球選手
- 1976年 - CHANNEL、MC
- 1976年 - 池田明美、元競艇選手
- 1976年 - 池田浩美、競艇選手
- 1976年 - 宮下芳明、明治大学教授
- 1977年 - ホセ・オーティズ、元プロ野球選手
- 1977年 - 風間やんわり、漫画家（+ 2013年）
- 1978年 - 市川実日子、女優
- 1978年 - 藤田瞳子、女優、歌手
- 1978年 - 小山伸一郎、元プロ野球選手
- 1978年 - 佐藤友亮、元プロ野球選手
- 1978年 - リチャード・キングソン、サッカー選手
- 1979年 - 水野周也、ダンサー、振付師
- 1979年 - ジャスティン・キング、ギタリスト
- 1980年 - 甲斐まり恵、女優
- 1980年 - 三遊亭楽八、落語家、元俳優
- 1980年 - マルクス・ヴィンケルホック、レーサー
- 1980年 - VOFAN、イラストレーター、漫画家
- 1981年 - クリス・エヴァンス、俳優
- 1982年 - 山﨑ケイ、お笑い芸人（相席スタート）
- 1982年 - 杉本恵太、サッカー選手
- 1982年 - 寺田礼子、元アナウンサー
- 1982年 - 鬼嵐力、元大相撲力士
- 1983年 - 金村大裕、元プロ野球選手
- 1983年 - 山本一徳、元プロ野球選手
- 1984年 - 松木里菜、モデル、女優
- 1984年 - GORI、ミュージシャン（元BACK-ON）
- 1984年 - 山本匠晃、TBSアナウンサー
- 1984年 - 桜瀬みつな、漫画家
- 1984年 - 小山健、イラストレーター、漫画家
- 1984年 - 伊調馨、レスリング選手、4大会連続オリンピック金メダリスト
- 1985年 - TAKAYO、ミュージシャン（元ZONE）
- 1985年 - 南知里、元グラビアアイドル、元タレント
- 1985年 - ペドロ・ストロップ、プロ野球選手
- 1985年 - 鈴木貴雄、ミュージシャン（UNISON SQUARE GARDEN）
- 1986年 - 家長昭博、サッカー選手
- 1986年 - 本田圭佑、サッカー選手
- 1986年 - メアリー・ケイト・オルセン、女優
- 1986年 - アシュレー・オルセン、女優
- 1986年 - ジョナサン・ルクロイ、プロ野球選手
- 1986年 - モンス・セルメルロー、歌手、俳優
- 1987年 - 加賀美セイラ、女優、歌手、ファッションモデル
- 1987年 - 菊地瞳、声優
- 1987年 - ジャスティン・ミラー、プロ野球選手
- 1988年 - 古屋敬多、ミュージシャン（Lead）
- 1988年 - 生田竜聖、フジテレビアナウンサー
- 1988年 - 林慧、元サッカー選手
- 1989年 - うらじぬの、女優
- 1989年 - 藤牧祥吾、元サッカー選手
- 1990年 - 二代目柳家平和、落語家
- 1990年 - 篠原慎平、元プロ野球選手
- 1990年 - 小西つどい、元野球選手
- 1990年 - アーロン・テイラー＝ジョンソン、俳優
- 1991年 - 権田夏海、アイドル、作詞家
- 1992年 - シン・イェチャン、ヴァイオリニスト（LUCY）
- 1992年 - 原優子、声優
- 1993年 - 阪本奨悟、俳優
- 1993年 - 青山ひかる、グラビアアイドル
- 1993年 - 高田康暉、陸上選手
- 1993年 - ゴンサロ・ニコラス・マルティネス、サッカー選手
- 1993年 - デニス・テン、フィギュアスケート選手（+ 2018年）
- 1994年 - 犬飼貴丈、俳優
- 1994年 - 安藤周人、バスケットボール選手
- 1994年 - 矢神久美、元アイドル（元SKE48）
- 1994年 - 朝日優衣、元バレーボール選手
- 1995年 - 金子栞、タレント、元アイドル（元SKE48）
- 1995年 - 小森隼、パフォーマー（GENERATIONS from EXILE TRIBE）
- 1995年 - 室伏航、サッカー選手
- 1995年 - 山戸未夢、プロゴルファー
- 1996年 - こっちのけんと、マルチクリエイター
- 1997年 - 寺内皓大、アナウンサー
- 1997年 - 渡辺勇大、バドミントン選手
- 1998年 - 齊藤伸治、プロ野球選手
- 1999年 - キム・ドンヒ、俳優
- 2000年 - 坂口風詩、グラビアアイドル
- 2000年 - 中根舞美、テレビ東京アナウンサー
- 2000年 - 菊地吏玖、プロ野球選手
- 2000年 - 田宮裕涼、プロ野球選手
- 2001年 - 友恵温香、タレント
- 2001年 - 今井希海、アイドル（元littlemore.）
- 2001年 - ソン・ハンビン、アイドル（ZEROBASEONE）
- 2002年 - 福田史織、サッカー選手
- 2004年 - 荒井悠汰、サッカー選手
- 2006年 - 花岡千聡、バレーボール選手
- 2006年 - アレン・オバンド、サッカー選手
- 生年不詳 - 石井まみ、声優
- 生年不詳 - 田辺イエロウ、漫画家

### 人物以外（動物など）
- 1972年 - カブラヤオー、競走馬（+ 2003年）

## 忌日

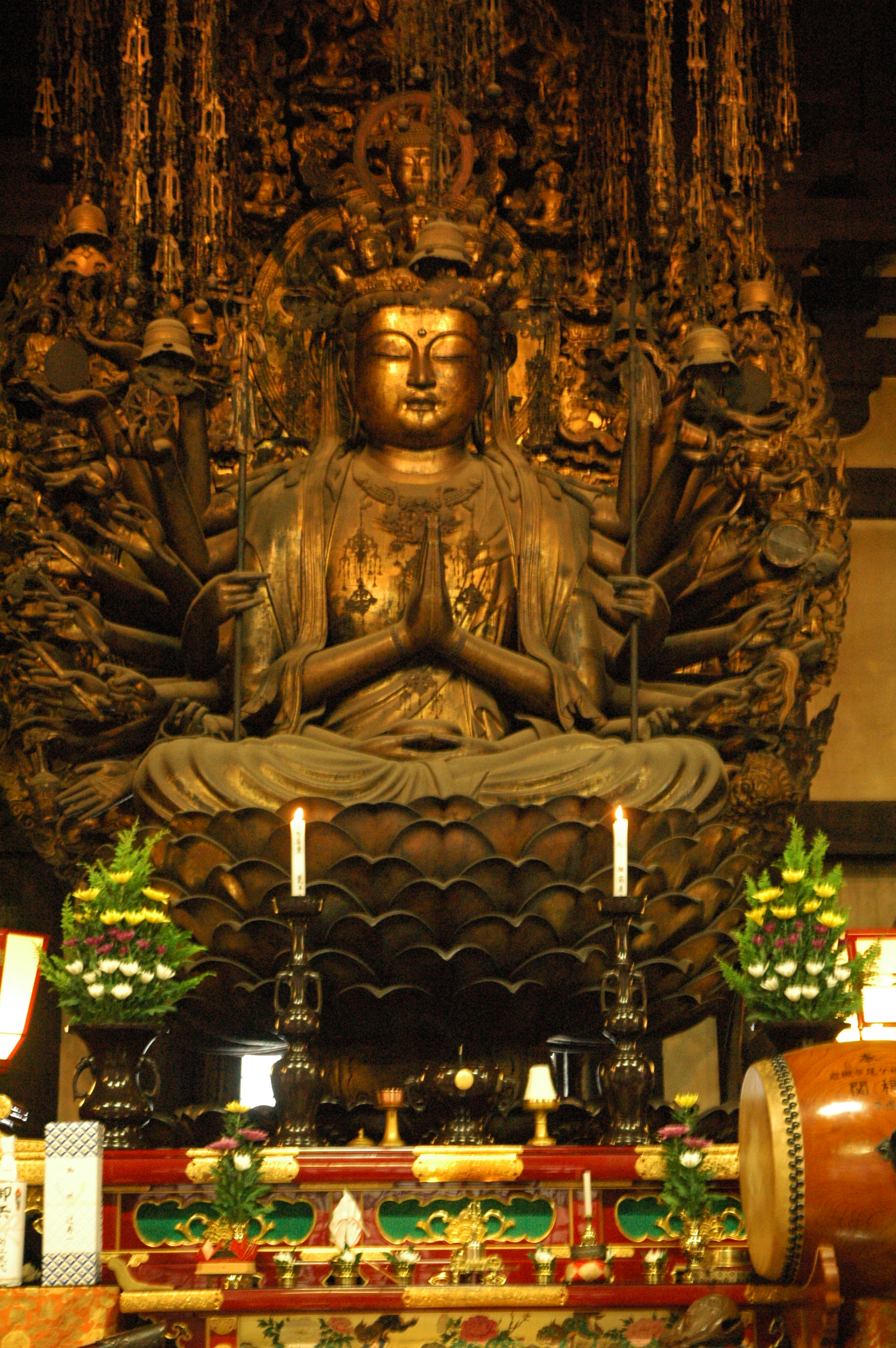
仏師湛慶(1173-1256)没。画像は妙法院の千手観音像。

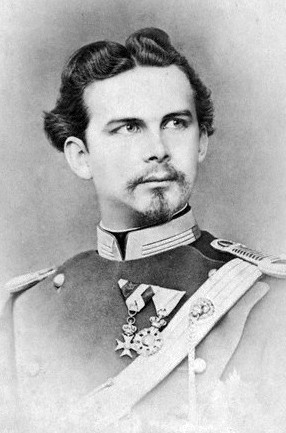
バイエルン王ルートヴィヒ2世(1845-1886)没。

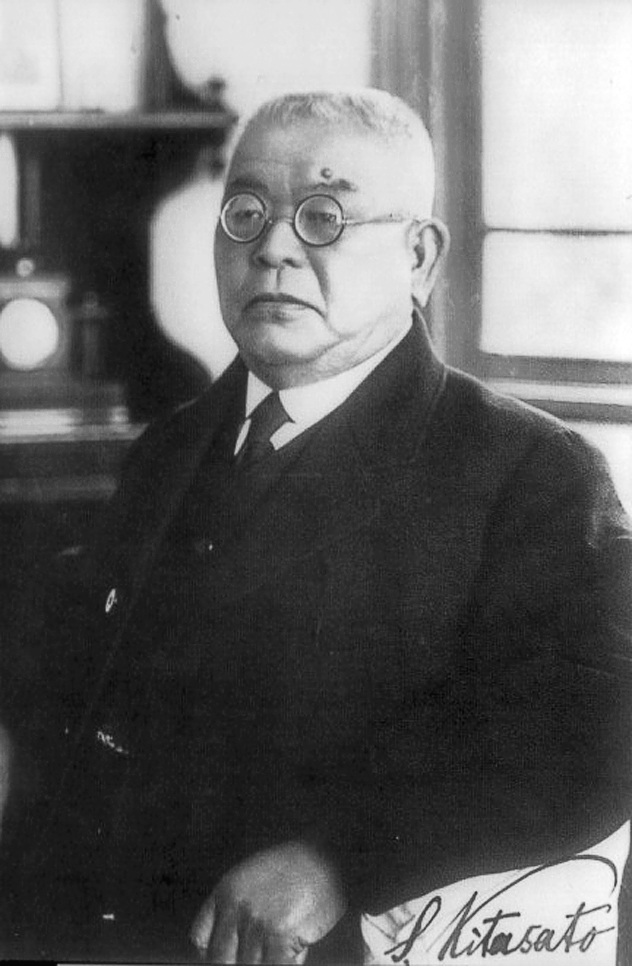
日本の細菌学の父北里柴三郎(1853-1931)没。

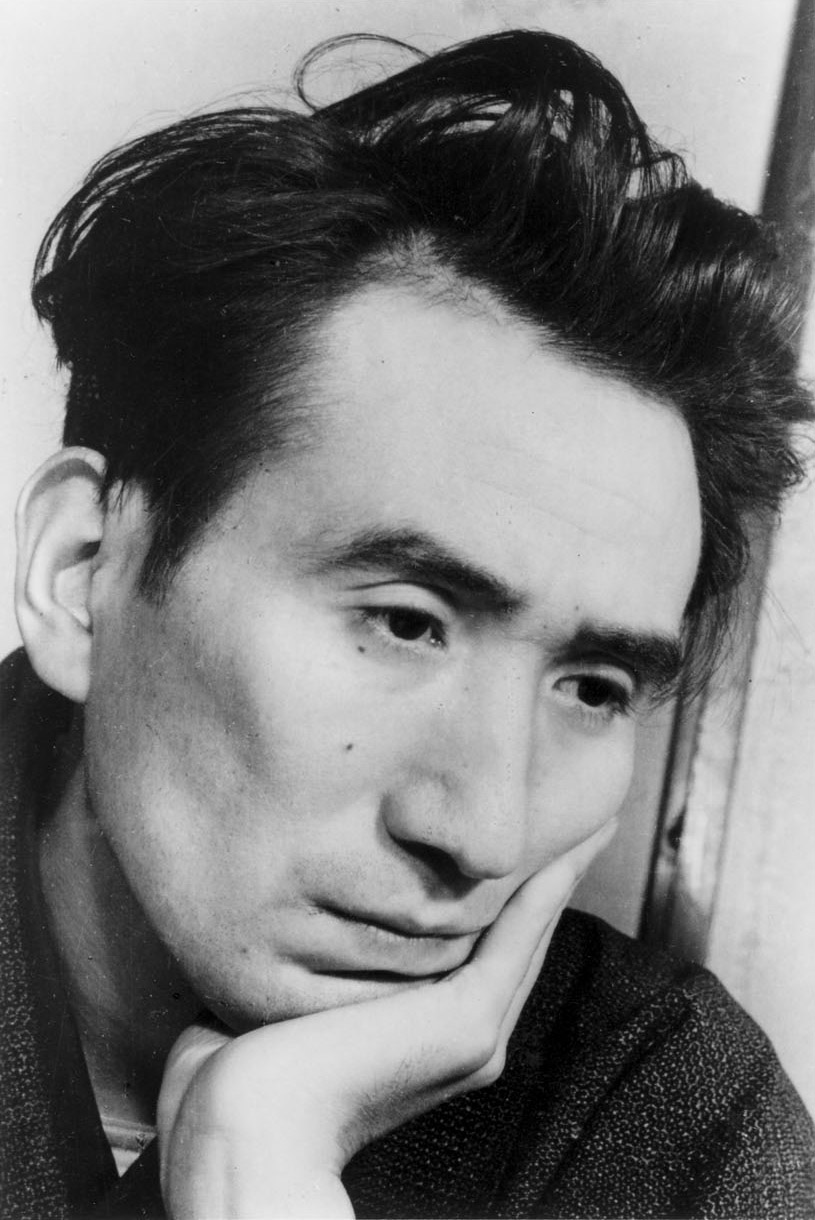
作家太宰治(1909-1948)没。

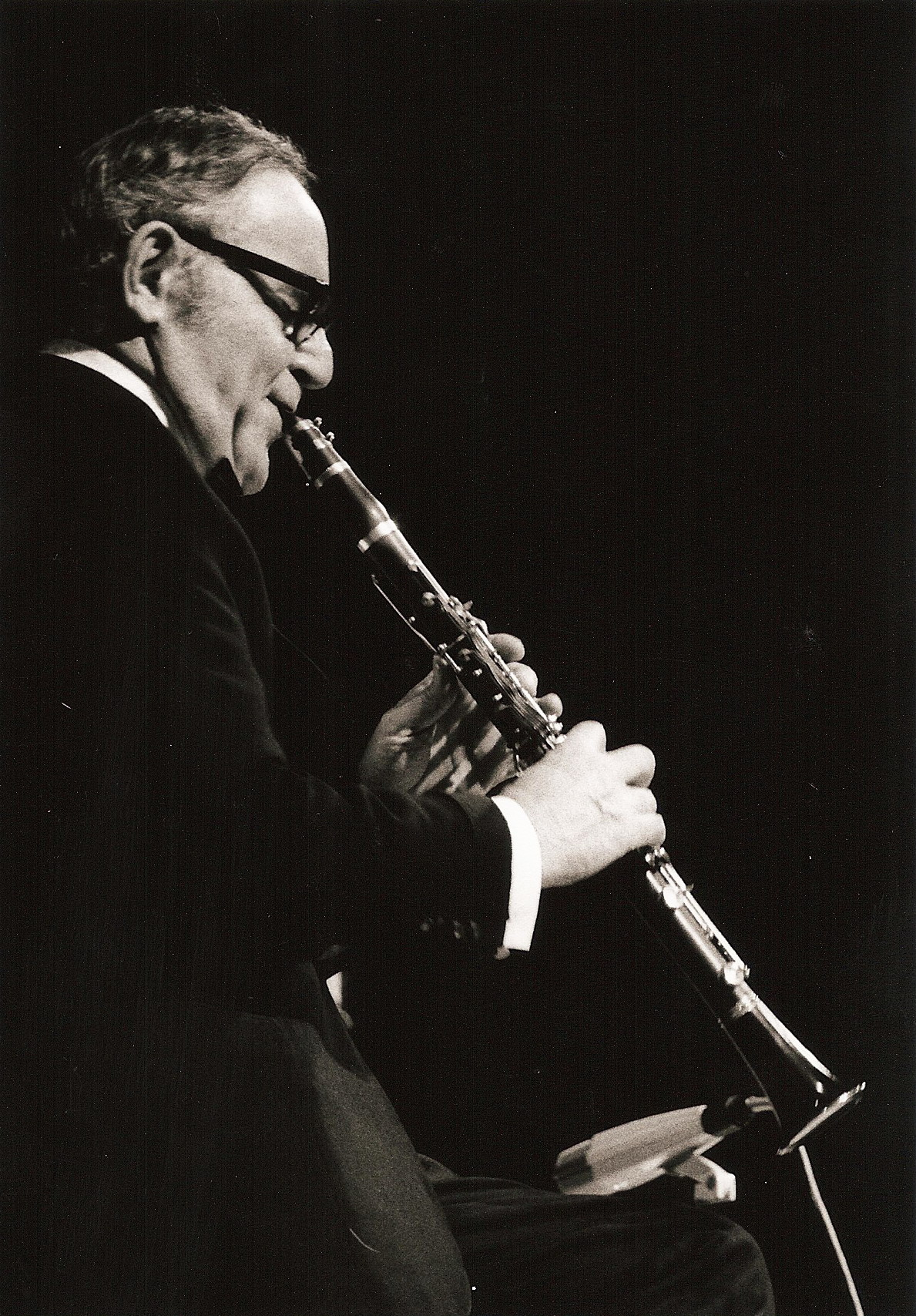
ジャズ・クラリネット奏者ベニー・グッドマン(1909-1986)没。

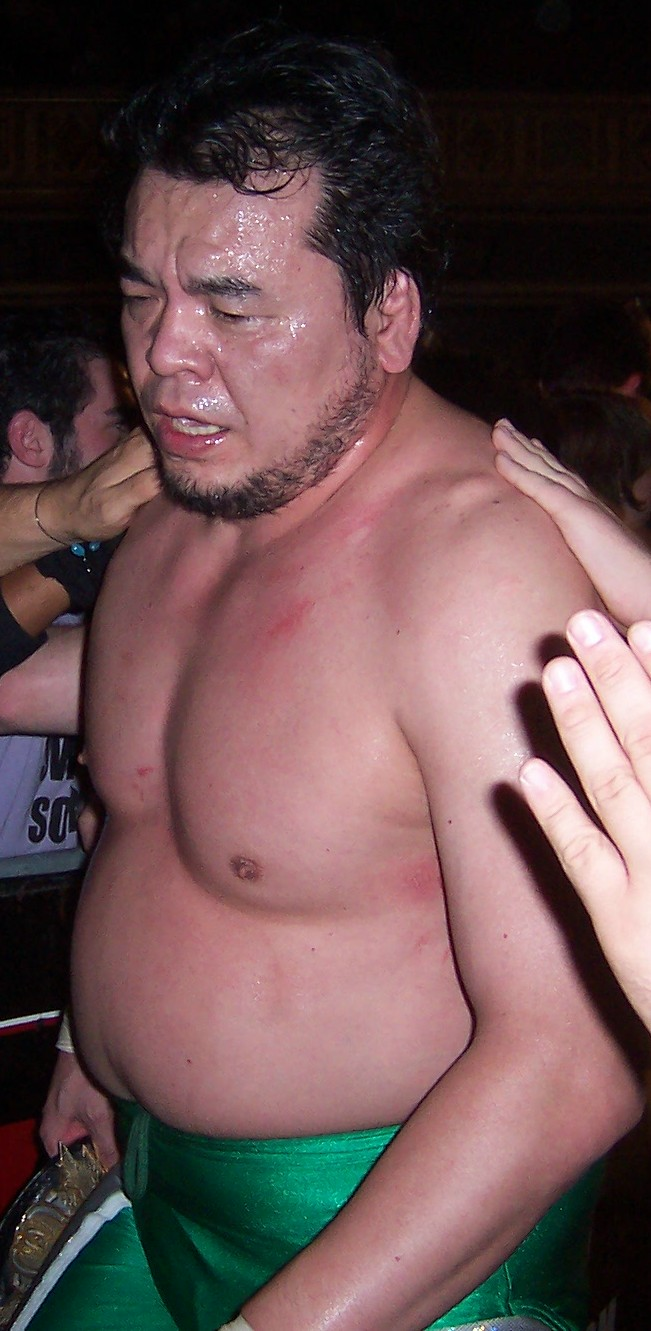
プロレスラー三沢光晴(1962-2009)没。

- 220年（延康元年4月25日） - 夏侯惇、魏の武将（* 生年不詳）
- 1231年 - パドヴァのアントニオ、カトリック教会の聖人（* 1195年頃）
- 1256年（建長8年5月19日） - 湛慶、仏師（* 1173年）
- 1273年（文永10年5月27日） - 北条政村、第7代鎌倉幕府執権（* 1205年）
- 1623年（元和9年5月16日） - 本因坊算砂、囲碁棋士（* 1559年）
- 1645年（正保2年5月19日） - 宮本武蔵、剣術家（* 1584年頃）
- 1762年 - ドロテーア・エルクスレーベン、医師（* 1715年）
- 1784年 - ヘンリー・ミドルトン、大陸会議議長（* 1717年）
- 1793年 - ジャン＝バティスト・ムーニエ、幾何学者、エンジニア（* 1754年）
- 1817年 - エベニーザー・ハザード、第3代アメリカ合衆国郵政長官（* 1744年）
- 1871年 - ジャン・ウジェーヌ・ロベール＝ウーダン、マジシャン（* 1805年）
- 1886年 - ルートヴィヒ2世、バイエルン王（* 1845年）
- 1908年 - ヘンリー・ロム、実業家、ボシュロム共同設立者（* 1828年）
- 1911年 - 篠原泰之進、新撰組諸士調役兼監察（* 1828年）
- 1928年 - モーリス・ブルームフィールド、言語学者（* 1855年）
- 1931年 - 北里柴三郎、医学者（* 1853年）
- 1931年 - サンティアゴ・ルシニョール、画家（* 1861年）
- 1938年 - シャルル・エドゥアール・ギヨーム、物理学者（* 1861年）
- 1945年 - 大田實、大日本帝国海軍中将（*1891年）
- 1948年 - 太宰治、小説家（* 1919年）
- 1957年 - アーヴィング・バクスター、陸上競技選手、1900年パリ五輪金メダリスト（* 1876年）
- 1962年 - ユージン・グーセンス、指揮者（* 1893年）
- 1965年 - マルティン・ブーバー、哲学者（* 1878年）
- 1966年 - 山田守、建築家（* 1894年）
- 1971年 - 日夏耿之介、詩人、イギリス文学者（* 1890年）
- 1971年 - 海沼實、童謡作曲家（* 1909年）
- 1972年 - ゲオルク・フォン・ベーケーシ、生物学者（* 1899年）
- 1977年 - トール・ベルシェロン、気象学者（* 1891年）
- 1977年 - マシュウ・ガーバー、俳優（* 1956年）
- 1981年 - 菅原通済、実業家（* 1894年）
- 1982年 - ハーリド・ビン・アブドゥルアズィーズ、サウジアラビア王（* 1912年）
- 1982年 - リカルド・パレッティ、F1レーサー（* 1958年）
- 1986年 - ベニー・グッドマン、ジャズクラリネット奏者（* 1909年）
- 1987年 - ジェラルディン・ペイジ、女優（* 1924年）
- 1989年 - スコット・ロス、チェンバロ奏者（* 1951年）
- 1990年 - 木暮実千代、女優（* 1918年）
- 1990年 - 冨士井金雪、高校野球指導者（* 1943年）
- 1998年 - ビルゲル・ルート、スキー選手（* 1911年）
- 1999年 - 岩間芳樹、脚本家、作詞家（* 1929年）
- 2000年 - 目崎徳衛、国文学者（* 1921年）
- 2001年 - ルイーゼ・クリューガー、やり投選手（* 1915年）
- 2001年 - 蔵忠芳、俳優（* 1955年）
- 2002年 - 壬生台舜、仏教学者、浅草寺第26世貫首（* 1913年）
- 2002年 - 村田英雄、歌手（* 1929年）
- 2005年 - デイヴィッド・ダイアモンド、作曲家（* 1915年）
- 2005年 - 大前朔郎、社会学者、関西学院大学名誉教授（* 1922年）
- 2006年 - 小川岩雄、核物理学者、立教大学名誉教授（* 1921年）
- 2006年 - チャールズ・ホーヒー、アイルランド首相（* 1925年）
- 2006年 - 岩城宏之、指揮者（* 1932年）
- 2007年 - オスカル・モラヴェッツ、作曲家（* 1917年）
- 2007年 - 近藤玲子、声優（* 1959年）
- 2008年 - 鎌田正、漢学者、東京教育大学名誉教授（* 1911年）
- 2008年 - 古賀雷四郎、第48代北海道開発庁・第17代沖縄開発庁長官（* 1915年）
- 2008年 - 江口一久、民族学者、言語学者、国立民族学博物館名誉教授、総合研究大学院大学名誉教授（* 1942年）
- 2008年 - 天野政千代、英語学者、名古屋大学名誉教授（* 1950年）
- 2009年 - 山下武、文芸評論家、演出家（* 1926年）
- 2009年 - 澄田信義、政治家、公選第11-15代島根県知事（* 1935年）
- 2009年 - 三沢光晴、プロレスラー（* 1962年）
- 2010年 - ジミー・ディーン、カントリー歌手、俳優、実業家（* 1928年)
- 2011年 - 羽島山昌乃武、年寄第8代松ヶ根、元大相撲関脇（* 1922年）
- 2011年 - 丸山照雄、日蓮宗僧侶、宗教評論家（* 1932年）
- 2012年 - ロジェ・ガロディ、哲学者、共産主義者、レジスタンス活動家（* 1913年）
- 2012年 - ウィリアム・ノールズ、化学者、ノーベル化学賞受賞者（* 1917年）
- 2012年 - 畑中純、漫画家（* 1950年）
- 2013年 - 斎藤明、新聞記者、実業家、元毎日新聞社社長（* 1933年）
- 2013年 - 内海賢二、声優（* 1937年）
- 2013年 - 尾崎行雄、元プロ野球選手（* 1944年）
- 2014年 - 山中裕、歴史学者、日本史学者、田園調布学園大学名誉教授（* 1921年）
- 2014年 - 香川保一、裁判官、弁護士（* 1921年）
- 2014年 - グロシチ・ジュラ、サッカー選手、指導者（* 1926年）
- 2014年 - 平野忠彦、バリトン歌手、俳優、東京芸術大学名誉教授（* 1938年）
- 2015年 - 高橋治、小説家、劇作家、映画監督（* 1929年）
- 2016年 - アナヒド・アジェミアン、ヴァイオリニスト（* 1924年）
- 2017年 - 野際陽子、女優（* 1936年）
- 2017年 - 多田護、アナウンサー（* 1941年）
- 2017年 - アニタ・パレンバーグ、女優、モデル（* 1944年）
- 2018年 - D・J・フォンタナ、ドラマー（* 1931年）
- 2018年 - アン・ドノバン、バスケットボール選手、指導者（* 1961年）
- 2018年 - アルカンヘル・デ・ラ・ムエルテ、プロレスラー（* 1966年）
- 2019年 - 千家和也、作詞家（* 1946年）
- 2019年 - 石田信之、俳優（* 1950年）
- 2019年 - 小川隆、SF翻訳家、評論家、編集者（* 1951年）
- 2020年 - ディック・ガーメイカー、バスケットボール選手（* 1932年）
- 2020年 - マイク・マコーミック、プロ野球選手（* 1938年）
- 2020年 - サーラ・ヘガジー、文筆家、LGBT人権活動家（* 1989年）
- 2021年 - ラウル・ジ・スーザ、トロンボーン奏者（* 1934年）
- 2021年 - ネッド・ビーティ、俳優（* 1937年）
- 2022年 - カルロス・オルチス、プロボクサー、元世界スーパーライト級・ライト級王者（* 1936年）
- 2022年 - 上野矗、臨床心理学者、大阪教育大学名誉教授（* 1937年）
- 2023年 - 牛尾治朗、実業家、ウシオ電機設立者（* 1931年）
- 2023年 - コーマック・マッカーシー、小説家（* 1933年）
- 2024年 - 宮間英次郎、アーティスト（* 1934年）
- 2024年 - ベンジー・グレゴリー、俳優（* 1978年）

### 人物以外（動物など）
- 1988年 - サーブ、盲導犬（* 1977年）

## 記念日・年中行事

鉄人の日。画像は衣笠祥雄の連続試合出場世界記録の記念碑。

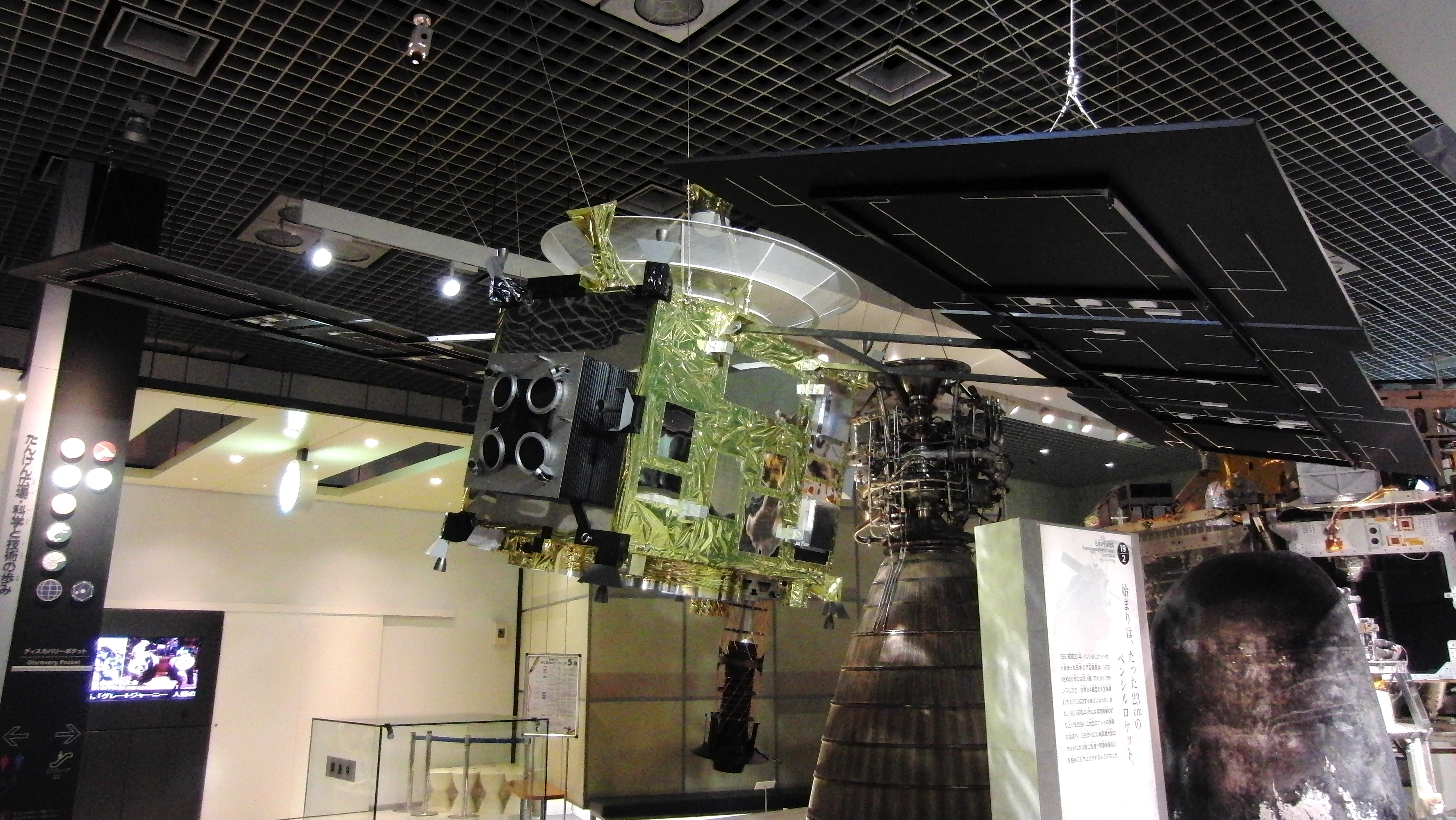
はやぶさの日。画像は国立科学博物館に展示されているはやぶさの実物大模型（映画『はやぶさ 遥かなる帰還』の撮影用に製作されたもの）

- 小さな親切運動スタートの日（ 日本）
1963年のこの日に小さな親切運動本部が発足したことを記念。その年の東京大学の卒業式の告辞の中で、総長の茅誠司が「小さな親切を勇気をもってやってほしい」と言ったことがきっかけとなり、6月13日に茅ほか8名の提唱者でこの運動を発足させた。
- 鉄人の日（ 日本）
1987年のこの日、「鉄人」と呼ばれた衣笠祥雄が連続試合出場の世界記録を更新したことを記念[4]。
- FMの日（ 日本）
F・Mがそれぞれアルファベットの6番目と13番目であることから。FM放送とは何の関係もなく、また制定者も不明。
- はやぶさの日（ 日本）
2010年のこの日、世界初の小惑星サンプルリターンなどを成し遂げた宇宙探査機はやぶさが地球に帰還したことを記念[5]。
- いいみょうがの日（ 日本）
みょうがの全国第1位の産地である高知県の高知県農業協同組合が制定。「高知県産のみょうが」をより広くPRするのが目的。日付は6月は「みょうが」の旬の時期であることと、13日を「いい（1）みょうが（3）」と読む語呂合わせから[6]。